# Lullacry
Lullacry – pochodzący z Helsinek fiński zespół grający melodyczny metal, w którym widoczne są wpływy gotyku.
Zespół nagrał pierwsze demo (Weeper’s Aeon) w roku 1998 i niedługo potem miał wystarczającą ilość materiału by nagrać w 1999 roku całą płytę Sweet Desire, która przyciągnęła uwagę wytwórni Spinefarm Records, z którą zespół podpisał kontrakt. Ich kariera zaczęła się rozwijać po wydaniu w 2001 roku albumu Be My God i wspólnej trasie koncertowej z zespołem Edguy. Jednakże wokalistka Tanya Kemppainen opuściła zespół w roku 2002. Jej miejsce zajęła nikomu wówczas nieznana Tanja Lainio. Następny wydany przez zespół album nosi tytuł Crucify My Heart.
W czerwcu 2005 zespół ogłosił ukończenie pracy nad czwartym albumem zatytułowanym Vol. 4, który został wydany we wrześniu tego samego roku, a singel Stranger in You, zawierający też cover piosenki I Stole You Love wykonywanej oryginalnie przez grupę Kiss, wydano w lipcu.
W 2014 roku grupa została rozwiązana.

## Dyskografia
| 1999                           | Sweet Desire - Data: 1999 - Wydawca: Heart, Trust & Respect            | –  |
| 2001                           | Be My God - Data: 16 lipca 2001 - Wydawca: Century Media Records       | 18 |
| 2003                           | Crucify My Heart - Data: 31 stycznia 2001 - Wydawca: Spinefarm Records | 9  |
| 2005                           | Vol. 4 - Data: 3 września 2005 - Wydawca: Spinefarm Records            | 34 |
| 2012                           | Where Angels Fear - Data: 11 stycznia 2012 - Wydawca: EMI              | 45 |
| „–” pozycja nie była notowana. |                                                                        |    |

| Rok  | Tytuł                                                                 | Pozycja na liście |
| Rok  | Tytuł                                                                 | FIN               |
| ---- | --------------------------------------------------------------------- | ----------------- |
| 2004 | Fire Within - Data: 23 sierpnia 2004 - Wydawca: Century Media Records | 14                |

| 2003                           | Don’t Touch the Flame | 5  |
| 2003                           | Alright Tonight       | –  |
| 2005                           | Stranger in You       | 15 |
| „–” pozycja nie była notowana. |                       |    |